# 10372 Moran
10372 Moran este un asteroid din centura principală de asteroizi.

## Descriere
10372 Moran este un asteroid din centura principală de asteroizi. A fost descoperit pe 26 martie 1995 la Kitt Peak National Observatory în cadrul proiectului Spacewatch. El prezintă o orbită caracterizată de o semiaxă mare de 2,62 ua, o excentricitate de 0,04 și o înclinație de 6,4° în raport cu ecliptica.